# Боно, Георгий Петрович
Георгий Петрович Боно (21 января 1900 — 1969) — советский военачальник, генерал-майор интендантской службы, генерал бригады Народного Войска Польского.

## Биография
Сын дворян Петра Боно и Елены Мейер. Окончил Нижегородский кадетский корпус, с июня 1919 года — красноармеец 27-го Западного стрелкового полка РККА, в январе 1920 года окончил командные курсы. Весной 1921 года назначен офицером штаба стрелковой бригады запаса, позже помощник начальника Казанского управления конвоев. В мае 1923 — июне 1929 годов слушатель Татаро-Башкирской военной школы. Офицер финансовой службы, начальник финансового отдела санатория «Архангельское» с декабря 1936 года. С июля 1938 года — преподаватель курсов военной экономики.
В годы Великой Отечественной войны занимал пост начальника Главного финансового отделения Главкома Обороны СССР. С ноября 1941 года — начальник финансового отдела 20-й армии Западного фронта (с 1 февраля 1943 года — Северо-Западного фронта), с января 1944 года — начальник финансового отдела Северо-Западного фронта, с мая 1944 года — начальник финансового отдела 3-го Прибалтийского фронта. В марте 1945 года направлен на службу в Войско Польское в звании подполковника, начальник финансового отдела интендантской службы Войска Польского, с 1946 года — глава финансового отдела Министерства национальной обороны Польши. 14 декабря 1945 года произведён в бригадные генералы Войска Польского. Постановлением Совета Министров СССР № 1545 от 11 июля 1946 г. присвоено воинское звание генерал-майора интендантской службы.
Награждён советскими орденами Ленина, Красного Знамени, Красной Звезды (дважды) и Отечественной войны II степени, советскими медалями «За оборону Москвы», «За освобождение Варшавы», «За взятие Берлина» и «За победу над Германией». Также награждён польским орденом «Крест Грюнвальда» III класса (1945), Золотым Крестом Заслуг, медалями «За Варшаву. 1939—1945» и «За Одру, Нису и Балтику».